# Тококо
Токо́ко (Ochetorhynchus melanurus) — вид горобцеподібних птахів родини горнерових (Furnariidae). Ендемік Чилі. Раніше цей вид відносили до монотипового роду Тококо (Chilia), однак за результатами молекулярно-генетичного дослідження він був переведений до відновленого роду Ochetorhynchus.

## Опис
Довжина птаха становить 18—19 см, вага 31—40 г. Виду не притаманний статевий диморфізм. Голова і верхня частина тіла темно-коричневі, над очима вузькі білі «брови», щоки білуваті. Надхвістя і гузка руді, на крилах широкі руді смуги. Стернові пера чорнувато-коричневі, біля основи іржасті, крайні стернові пера руді. Горло біле, груди сіруваті, живіт коричнюватий, боки руді. Очі карі, дзьоб прямий, зверху чорнуватий, знизу світло-сірий, на кінці чорний. Представники підвиду O. m. atacamae вирізняються світлішим, піщаним забарвлення, «брови» у них дещо ширші, покривні пера крил сірувато-коричневі, груди світло-сірі, поцяткована білими смужками, дзьоб загалом тонший і коротший.

## Підвиди
Виділяють два підвиди:
- O. m. atacamae (Hellmayr, 1925) — північ центрального Чилі (від Уаско до Кокімбо);
- O. m. melanurus (Gray, GR, 1846) — центральне Чилі (від Аконкагуа до Кольчагуа).

## Поширення і екологія
Тококо є ендеміками центрального Чилі. Вони живуть на кам'янистих схилах, місцями порослих сухими чагарниками. Зустрічаються поодинці, на висоті від 1400 до 3000 м над рівнем моря. Живляться комахами та іншими безхребетними, а також насінням, що знаходять серед каміння та в розщелинах скель. Гніздування припадає на південне літо і південну осінь. Гніздо кулеподібне, зроблене з сухих гілочок, покрите пір'ям, розміщується серед каміння. У кладці 3—4 яйця.